# Cathedral Park
Cathedral Park är en park i Kanada.   Den ligger i provinsen British Columbia, i den södra delen av landet, 3 300 km väster om huvudstaden Ottawa. Cathedral Park ligger 2 000 meter över havet.
Terrängen runt Cathedral Park är kuperad söderut, men norrut är den bergig. Terrängen runt Cathedral Park sluttar norrut. Runt Cathedral Park är det mycket glesbefolkat, med 3 invånare per kvadratkilometer.. Det finns inga samhällen i närheten.
I omgivningarna runt Cathedral Park växer i huvudsak barrskog.